# Leucopogon ovalifolius
Leucopogon ovalifolius är en ljungväxtart som beskrevs av Otto Wilhelm Sonder. Leucopogon ovalifolius ingår i släktet Leucopogon och familjen ljungväxter. Inga underarter finns listade i Catalogue of Life.